# RUONIA
RUONIA (англ. Ruble Overnight Index Average) — «эталонная» процентная ставка, представляющая собой взвешенную процентную ставку по необеспеченным межбанковским кредитам (депозитам) в рублях на условиях «овернайт». RUONIA измеряет стоимость денег (ликвидности) для банков на краткосрочном межбанковском рынке и позволяет оценивать состояние спроса на ликвидность и её предложения.
RUONIA рассчитывается по фактическим межбанковским операциям, то есть не является необеспеченной и не относится к бланковым индикаторам, таким как семейство процентных ставок LIBOR. RUONIA служит эталонной процентной ставкой и используется в мониторинге эффективности достижения операционной цели денежно-кредитной политики Банка России. На RUONIA ориентировано ценообразование части финансовых инструментов, прежде всего, облигаций и процентных деривативов.
Администратором RUONIA является Банк России, который отвечает за все этапы производства процентной ставки, включая определение методики RUONIA, формирование перечня банков—участников, сбор данных, расчёт и публикацию процентной ставки. Аналогичные процентные ставки администрируют другие центральные банки, придерживающиеся инфляционного таргетирования. В частности, к похожим процентным ставкам «овернайт» относятся €STR (Европейский центральный банк), SONIA (Банк Англии), TONAR (Банк Японии) и др.

## История индикатора

### Разработка индикатора
RUONIA разработана Банком России совместно с Национальной валютной ассоциацией в 2010 году. Разработка стала ответом на потребность в оперативной информации о состоянии межбанковского рынка во время финансового кризиса 2007—2008 годов. RUONIA является ставкой, измеряющей ценовые условия межбанковского рынка в группе крупнейших банков. Целью её введения было создание индикатора как для Банка России, так и для участников рынка, которые могли бы использовать ставку в финансовом анализе и операционной деятельности, включая ценообразование на финансовые продукты. Создание RUONIA стало возможным после введения Банком России новой ежедневной отчётности о конверсионных операциях и операциях банков на денежных рынках. Ежедневная отчётность продолжает оставаться основным источником своевременной информации об операциях на межбанковском рынке.
До 2020 года администратором RUONIA являлась СРО «Национальная финансовая ассоциация» (до 2015 года — Национальная валютная ассоциация, которая в 2015 году была присоединена к СРО «НФА»). Функции расчётного агента и агента по публикации ставки выполнял Банк России. С 2020 года в связи с глобальной реформой эталонных финансовых индикаторов администрирование RUONIA перешло к Банку России.

### Глобальная реформа эталонных процентных ставок
После расследований о манипулировании индикативной процентной ставки LIBOR международные организации и страны — члены Группы 20 приняли решение изменить ценообразование на финансовом рынке. В 2014 году была запущена глобальная реформа, которая включает пересмотр методики формирования эталонных процентных ставок в резервных валютах и внедрение регулирования деятельности администраторов индикаторов. В ходе реформы произошёл отказ от широкого применения индикативных ставок в пользу ставок по фактическим операциям. На смену процентным ставкам семейства LIBOR пришли новые безрисковые процентные ставки, администраторами которых стали центральные банки, индексные компании, информационно-аналитические агентства, а также биржи.